# Demai
Demai (Hebreeuws: דמאי, letterlijk twijfelachtig) is het derde traktaat (masechet) van de Orde Zeraïem (Seder Zeraïem) van de Misjna en de Talmoed. Het beslaat zeven hoofdstukken.
Het traktaat Demai bevat regels voor vruchten waarvan men niet zeker is of de verplichte heffingen ervan zijn afgenomen.
Demai bevat alleen Gemara (rabbijns commentaar op de Misjna) in de Jeruzalemse Talmoed, bestaande uit 34 folia en komt aldus in de Babylonische Talmoed niet voor.